# Lophoptera obliquilinea
Lophoptera obliquilinea là một loài bướm đêm trong họ Noctuidae.